# Stalachtis euterpe
Espèce
Stalachtis euterpe est un insecte lépidoptère appartenant à la famille  des Riodinidae et au genre Stalachtis.

## Taxonomie
Stalachtis euterpe a été décrit par Carl von Linné en 1758 sous le nom de Papilio euterpe

### Sous-espèces
- Stalachtis euterpe euterpe, présent en Guyane, en Guyana, au Surinam et au Brésil.
- Stalachtis euterpe adelpha Staudinger, 1888; présent dans la région amazonienne du Brésil.
- Stalachtis euterpe latefasciata Staudinger, 1888; présent au Pérou[1].

## Description
Stalachtis calliope est un papillon orange et marron d'une envergure d'environ 35 mm. Les ailes antérieures sont marron piquetées de taches blanches avec une large bande orange qui délimité l'apex marron.Les ailes postérieures ont une bordure marron une large bande orange et une partie basale marron piqueté de blanc.

## Écologie et distribution
Stalachtis euterpe est présent en Guyane, en Guyana, au Surinam, au Brésil et au Pérou.

### Protection
Pas de statut de protection particulier.